# Mons-en-Montois
Mons-en-Montois ist eine französische Gemeinde im Département Seine-et-Marne in der Region Île-de-France. Sie gehört zum Arrondissement Provins und zum Kanton Provins (bis 2015: Kanton Donnemarie-Dontilly).

## Geographie
Sie grenzt im Nordwesten an Meigneux, im Norden an Cessoy-en-Montois, im Osten an Thénisy, im Südosten an Sigy und im Südwesten an Donnemarie-Dontilly. 

## Bevölkerungsentwicklung
| Jahr      | 1962 | 1968 | 1975 | 1982 | 1990 | 1999 | 2008 | 2013 |
| --------- | ---- | ---- | ---- | ---- | ---- | ---- | ---- | ---- |
| Einwohner | 271  | 245  | 245  | 264  | 326  | 390  | 457  | 478  |

## Sehenswürdigkeiten
Siehe auch: Liste der Monuments historiques in Mons-en-Montois
- Kirche Saint-Martin, Monument historique

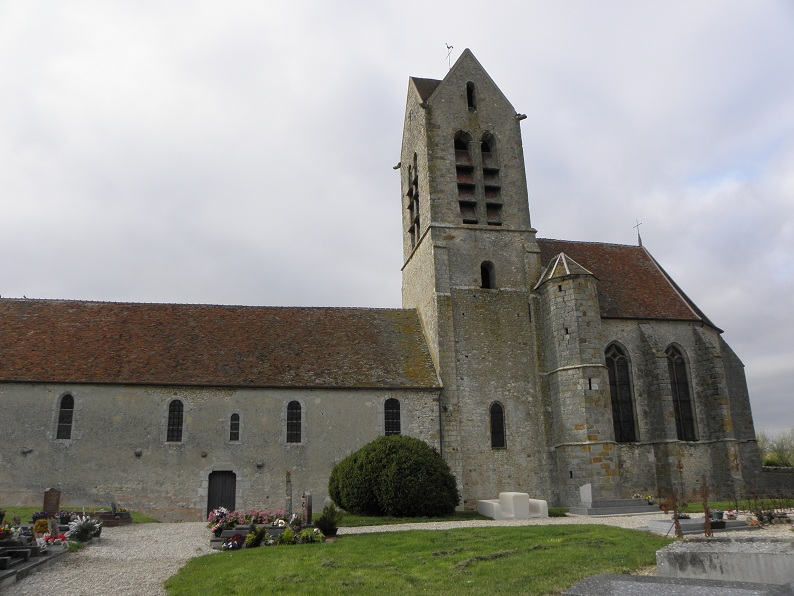
Kirche Saint-Martin
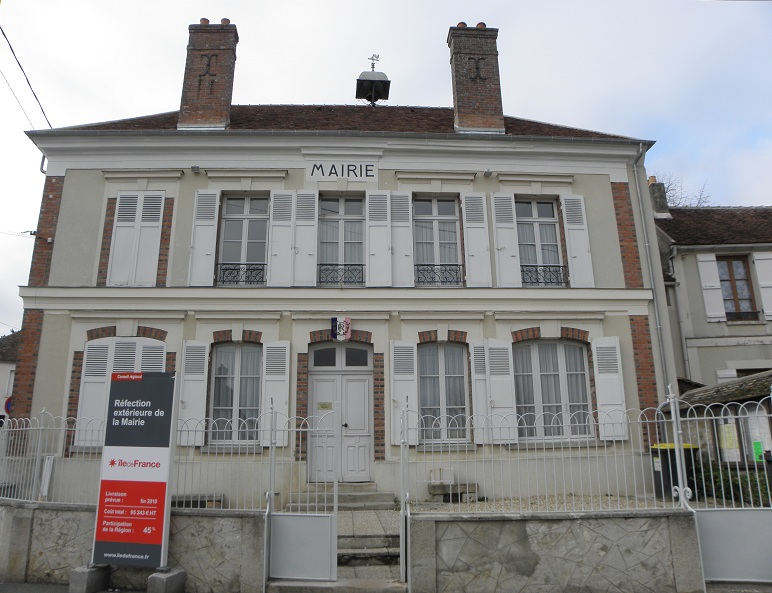
Mairie (Rathaus)